# Albert McCaffery
Albert John McCaffrey (12. dubna 1893, Chesley, Ontario – 15. dubna 1955) byl kanadský reprezentační hokejový útočník, který odehrál 7 sezon v National Hockey League za Toronto St. Pats, Toronto Maple Leafs, Pittsburgh Pirates a Montreal Canadiens. V roce 1930 vyhrál s týmem Montreal Canadiens Stanley Cup. Následující sezonu odehrál za Montreal jen 22 zápasů, byl nucen odejít hrát do nižší soutěže za Providence Reds, a nemohl tak s týmem slavit další zisk poháru.
Před svým příchodem do NHL hrál McCaffrey osm sezon v Ontario Hockey Association za mužstvo Toronto Granites a získal s ním dvakrát Allan Cup v letech 1922 a 1923. V roce 1924 na zimní olympijské hry v Chamonix odjel reprezentovat Kanadu právě tým Toronto Granites. McCaffrey v pěti zápasech na šampionátu vstřelil 20 gólů a pomohl tak mužstvu k zisku zlatých medailí.

## Úspěchy
- ZOH – 1924
- Stanley Cup (Montreal Canadiens) – 1929/30

## Hráčská kariéra
- 1924/25 – Toronto St. Pats
- 1925/26 – Toronto St. Pats
- 1926/27 – Toronto St. Pats
- 1927/28 – Toronto Maple Leafs, Pittsburgh Pirates
- 1928/29 – Pittsburgh Pirates
- 1929/30 – Pittsburgh Pirates, Montreal Canadiens
- 1930/31 – Montreal Canadiens, Providence Reds
- 1931/32 – Philadelphia Arrows
- 1932/33 – Philadelphia Arrows